# Gedenkdienstkomitee Gusen
Das Gedenkdienstkomitee Gusen ist eine lokal-internationale Organisation, deren Mitglieder sich seit mehr als dreißig Jahren gemeinsam mit KZ-Überlebenden, deren Familien sowie mit lokalen und internationalen Organisationen, Gebietskörperschaften und Behörden um die Erforschung der Geschichte und die Bewahrung der Erinnerung an die mehr als 40.000 seit Jahrzehnten vernachlässigten Opfer des ehemaligen Konzentrationslagerkomplexes Gusen und die Erhaltung der zum ehemaligen „Lagerteil Gusen“ gehörenden baulichen Objekte widmen.
Es ist der Rechtsform nach ein in Österreich auch unter der Bezeichnung „Gusen Memorial Committee (GMC)“ eingetragener gemeinnütziger Verein mit Sitz in St. Georgen an der Gusen. Seit 2008 ist Martha Gammer Vorsitzende. Alle Mitglieder des Gedenkdienstkomitees Gusen arbeiten ehrenamtlich. Zur Realisierung der umfangreichen zeithistorischen Tätigkeiten ist das Gedenkdienstkomitee Gusen auf freiwillige Spenden angewiesen.

## Zum Begriff „Gusen“
Der Begriff „Gusen“ steht im Namen dieser Forschungs- und Gedenkorganisation für etwa zwei Drittel des ehemals vom regionalen Konzentrationslagerkomplex St. Georgen-Gusen-Mauthausen beanspruchten Gebietes, das besonders in Österreich seit je her quasi systematisch aus der Forschung und Narrative zum ehemaligen Konzentrationslager Mauthausen ausgenommen wurde und bis heute nicht, seiner Bedeutung entsprechend, in der Forschung und offiziellen Erinnerungskultur berücksichtigt wird.
Der Begriff „Gusen“ umfasst für das Gedenkdienstkomitee Gusen also vor allem:
- Das ehemalige Konzentrationslager Gusen I (KL Gusen I), dessen Geschichte als etwa gleich großes Zwillingslager des ehemaligen KZ Mauthausen ebenfalls bereits 1938 begann und mit diesem de facto ab 1940 das KZ-Doppellager Mauthausen-Gusen bildete.[3]
- Die regionale Verwaltungszentrale der Deutschen Erd- und Steinwerke GmbH in St. Georgen/Gusen, welche jene regionale Außenstelle des Wirtschafts- und Verwaltungshauptamtes (WVHA) der SS in Berlin war, mittels welcher die KZ-Häftlinge in den Konzentrationslagern von Mauthausen und Gusen sowie darüber hinaus wirtschaftlich ausgebeutet wurden.
- Die unzähligen Infrastrukturelemente und Industriebetriebe, die vor allem in St. Georgen und Gusen dem ehemaligen KZ-Doppellager Mauthausen-Gusen dienten (z. B. die Eisenbahnlinie oder die Schießanlage der SS in St. Georgen/Gusen).
- Die gigantischen unterirdischen Anlagen, die unter den Tarnbezeichnungen „Kellerbau“ und „Bergkristall“, durch Häftlinge der Konzentrationslager von Gusen (vor allem KL Gusen II) unter unvorstellbar unmenschlichen Bedingungen geschaffen werden mussten
- Das ehemalige Konzentrationslager Gusen III in Lungitz (KL Gusen III) mit den dazugehörigen Infrastrukturelementen.

## Aktivitäten
Die langjährigen Forschungsbemühungen und Gedenkdienstaktivitäten des Gedenkdienstkomitees Gusen haben es in den letzten drei Jahrzehnten ermöglicht, die großteils bereits in Vergessenheit geratene Bedeutung der ehemaligen Konzentrationslager von Gusen wieder in das Bewusstsein einer breiteren Öffentlichkeit treten zu lassen, was letztlich in den vergangenen Jahren auch zu einem geänderten Umgang vor allem auch des Österreichischen Staates mit dem Vermächtnis der zehntausenden KZ-Opfer von Gusen geführt hat. So konnte das Gedenkdienstkomitee Gusen vor allem mit dem österreichischen Bundesministerium für Inneres in Wien folgendes erreichen:
- Die Renovierung des Memorials Gusen (2002)
- Die Errichtung des Besucherzentrums Gusen (2004)
- Die Realisierung des Audiowegs Gusen (2007)
- Die stärkere Einbindung von St. Georgen und Gusen in die Außenkommentierung der bereits seit Jahrzehnten bestehenden KZ-Gedenkstätte Mauthausen (2009)
- Gemeinsame Aktivitäten zur Schaffung einer unterirdischen Gedenkstätte im ehemaligen Stollensystem "B8 Bergkristall" (2010)

Das Gedenkdienstkomitee Gusen wirkte, vertreten durch Konsulent Rudolf Haunschmied in den Jahren 2010 bis 2015 als treibende Kraft am sog. Runden Tisch des Bundesdenkmalamtes (BDA) mit, um endlich nach vielen versäumten Jahrzehnten einen adäquaten Denkmalschutz für die baulichen Reste der ehemaligen Konzentrationslager Gusen I (in Langenstein) und Gusen II (in St. Georgen/Gusen) zu erreichen. Auch bei der Entwicklung der Idee für eine Bewusstseinsregion St. Georgen-Gusen-Mauthausen wirkte das Gedenkdienstkomitee Gusen vom ersten Augenblick an auch federführend mit.
Mitglieder des Gedenkdienstkomitees Gusen unterstützen seit 2011 auch intensiv die Tätigkeiten der damals neu gegründeten Plattform Johann Gruber, die z. B. 2013 das Denkmalprojekt „Denk.Statt Johann Gruber“ vor der Pfarrkirche von St. Georgen/Gusen erfolgreich umsetzte.
Neben all diesen Errungenschaften betreuen die Mitglieder des Gedenkdienstkomitees Gusen seit Jahrzehnten auch KZ-Überlebende, deren Angehörige, Befreier, Wissenschaftler, Studierende und sonstig Interessierte vor Ort und führen selbst grundlegende Forschungsarbeit in Archiven und mit Zeitzeugen durch.
Die Mitwirkung an zahlreichen Fernsehdokumentationen und wissenschaftlichen Arbeiten und Publikationen unterstreicht die diesbezüglichen Bemühungen. So wurde z. B. der Regensburger Antiquar Reinhard Hanausch 2014 bei der internationalen Gedenkfeier in Gusen für seine hervorragende Gedenkdienstarbeit zu Gusen mit seinem Projekt "Überleben durch Kunst" vom Gedenkdienstkomitee Gusen ausgezeichnet.

## Geschichte
Das Gedenkdienstkomitee Gusen hat sich aus dem 1986 gegründeten Arbeitskreis für Heimat-, Denkmal- und Geschichtspflege St. Georgen/Gusen und der lokal-internationalen Plattform 75 Jahre Republik gebildet, welche mit überlebenden Häftlingen, dem Internationalen Mauthausen Komitee, der Österreichischen Lagergemeinschaft Mauthausen und dem Bundesministerium für Inneres 1995 die erste lokal-internationale Gedenkfeier in Gusen organisierte. Als bedeutende Gründungs- und Vorstandsmitglieder sind seit damals auch Martha Gammer und Rudolf Haunschmied als tragende Säulen des Gedenkdienstkomitees Gusen in vielfältiger Weise bis heute aktiv.
1989 fokussierten die Gründungsmitglieder ihre Gedenkdienstbemühungen gemeinsam mit der Marktgemeinde St. Georgen/Gusen und der Volkshochschule der Arbeiterkammer auch auf die Information der örtlichen Bevölkerung, die vielfach erst Jahre nach dem Zweiten Weltkrieg in die Region zugezogen war oder in einer Art Trauma die schrecklichen Geschehnisse von damals nicht tradierte. So wurden vor allem durch Rudolf Haunschmied über viele Jahre hinweg in St. Georgen Studienzirkel und Historische Wanderungen auf den Spuren der ehemaligen Konzentrationslager von Gusen angeboten, die von der Bevölkerung auch sehr gut angenommen wurden.
1996 starteten in einem Projekt mit Studierenden der Meisterklasse Alfred Hrdlicka an der Hochschule für Angewandte Kunst in Wien und der Marktgemeinde St. Georgen/Gusen erste Vorüberlegungen für einen Gedenkweg in Gusen aus dem schließlich 2007 der Audioweg Gusen resultierte.
Schon 1997 gingen erstmals auch die KZ Mauthausen-Gusen Info-Pages online, die fast zwanzig Jahre lang intensiv als Plattform für den internationalen Informationsaustausch zum ehemaligen „Lagerteil Gusen“ genutzt wurden und erlaubt haben, das über die ganze Welt verstreute Wissen zu den ehemaligen Konzentrationslagern von Gusen wieder zusammenzutragen.
1996 setzten sich Mitglieder des Gedenkdienstkomitees Gusen auch für die Renovierung des damals baufällig gewordenen Memorials Gusen ein, welche dann 2002 durchgeführt wurde.
In den Jahren 2000 bis 2001 arbeitete vor allem Gründungsmitglied Rudolf Haunschmied sehr aktiv an der sog. Reforminitiative Mauthausen des in Österreich für KZ-Gedenkstätten zuständigen Bundesministeriums für Inneres mit und es bemühten sich die Proponenten des sog. Personenkomitees Gusen mit Martha Gammer erfolgreich um die Errichtung des 2004 dann beim Memorial Gusen eröffneten Besucherzentrums Gusen.

## Auszeichnungen
- Ehrenpreis "Kustosz Pamięci Narodowej" [Hüter des Nationalen Gedenkens] des polnischen Instituts für Nationale Erinnerung (IPN) in Warschau (2020)
- Nominierung zum “Straznik Pamieci” [Wächter der Gedenkstätten] durch das auflagenstarke polnische Politikmagazin „Do Rzeczy“ in Warschau (2016)
- Förderpreis des Landes Oberösterreich – Ideenwettbewerb für Erwachsenenbildung, Mitpreisträger in der Plattform 75 Jahre Republik – Von der Vergangenheit zur Zukunft (1995)

## Mitgliedschaften
Das Gedenkdienstkomitee Gusen ist Mitglied folgender anderer Organisationen:
- Bewusstseinsregion Mauthausen-Gusen-St. Georgen
- Plattform Johann Gruber
- Mauthausen Komitee Österreich
- Freunde von Yad Vashem